# Lumbricillus kurilensis
Lumbricillus kurilensis är en ringmaskart som beskrevs av Shurova 1974. Lumbricillus kurilensis ingår i släktet Lumbricillus och familjen småringmaskar. Inga underarter finns listade i Catalogue of Life.